# Rhayatus pulverulentus
Rhayatus pulverulentus är en tvåvingeart som först beskrevs av Engel 1925.  Rhayatus pulverulentus ingår i släktet Rhayatus och familjen rovflugor. Inga underarter finns listade i Catalogue of Life.